# NORCECA Final Six maschile 2021
La NORCECA Final Six maschile 2021 si è svolta dal 3 al 9 settembre 2021 a Santo Domingo, in Repubblica Dominicana: al torneo hanno partecipato sei squadre nazionali nordamericane e la vittoria finale è andata per la prima volta al Messico.

## Impianti
|                                                                             |  |  |
|                                                                             |  |  |
| Palacio del Voleibol Città: Santo Domingo Capienza: - Anno d'apertura: 2003 |  |  |

## Regolamento

### Formula
La formula ha previsto un girone all'italiana, al termine del quale:
- Le prime quattro classificate hanno acceduto alle semifinali, incrociandosi col metodo della serpentina.
- Le ultime due classificate hanno acceduto alla finale per il quinto posto.

### Criteri di classifica
Se il risultato finale è stato di 3-0 sono stati assegnati 5 punti alla squadra vincente e 0 a quella sconfitta, se il risultato finale è stato di 3-1 sono stati assegnati 4 punti alla squadra vincente e 1 a quella sconfitta, se il risultato finale è stato di 3-2 sono stati assegnati 3 punti alla squadra vincente e 2 a quella sconfitta.
L'ordine del posizionamento in classifica è stato definito in base a:
- Numero di partite vinte;
- Punti;
- Ratio dei set vinti/persi;
- Ratio dei punti realizzati/subiti;
- Risultati degli scontri diretti.

## Squadre partecipanti
| Squadra         | Qualificazione      | Ultima partecipazione |
| --------------- | ------------------- | --------------------- |
| Canada          | -                   | Debutto               |
| Messico         | -                   | Debutto               |
| Porto Rico      | -                   | Debutto               |
| Rep. Dominicana | Paese organizzatore | Debutto               |
| Stati Uniti     | -                   | Debutto               |
| Suriname        | -                   | Debutto               |

## Torneo

### Risultati
| 3 settembre 2021 Palacio del Voleibol, Santo Domingo Durata: 1h:30 - Spettatori: 300 | Suriname        | 0 - 3 | Canada      | 7-25, 28-30, 20-25                |
| 3 settembre 2021 Palacio del Voleibol, Santo Domingo Durata: 1h:39 - Spettatori: 500 | Stati Uniti     | 3 - 0 | Messico     | 25-17, 29-27, 25-20               |
| 3 settembre 2021 Palacio del Voleibol, Santo Domingo Durata: 2h:49 - Spettatori: 300 | Rep. Dominicana | 3 - 1 | Porto Rico  | 31-29, 31-33, 27-25, 27-25        |
| 4 settembre 2021 Palacio del Voleibol, Santo Domingo Durata: 2h:14 - Spettatori: 150 | Messico         | 1 - 3 | Canada      | 25-27, 23-25, 25-21, 21-25        |
| 4 settembre 2021 Palacio del Voleibol, Santo Domingo Durata: 1h:46 - Spettatori: 250 | Stati Uniti     | 3 - 0 | Porto Rico  | 25-17, 25-23, 26-24               |
| 4 settembre 2021 Palacio del Voleibol, Santo Domingo Durata: 1h:15 - Spettatori: 350 | Rep. Dominicana | 3 - 0 | Suriname    | 25-14, 25-7, 25-14                |
| 5 settembre 2021 Palacio del Voleibol, Santo Domingo Durata: 1h:18 - Spettatori: 200 | Suriname        | 0 - 3 | Messico     | 12-25, 10-25, 17-25               |
| 5 settembre 2021 Palacio del Voleibol, Santo Domingo Durata: 2h:04 - Spettatori: 300 | Porto Rico      | 1 - 3 | Canada      | 19-25, 25-23, 20-25, 19-25        |
| 5 settembre 2021 Palacio del Voleibol, Santo Domingo Durata: 2h:17 - Spettatori: 500 | Rep. Dominicana | 3 - 2 | Stati Uniti | 25-23, 25-18, 22-25, 17-25, 15-8  |
| 6 settembre 2021 Palacio del Voleibol, Santo Domingo Durata: 1h:12 - Spettatori: 200 | Stati Uniti     | 3 - 0 | Suriname    | 25-14, 25-11, 25-14               |
| 6 settembre 2021 Palacio del Voleibol, Santo Domingo Durata: 1h:34 - Spettatori: 300 | Messico         | 3 - 0 | Porto Rico  | 25-16, 25-23, 25-18               |
| 6 settembre 2021 Palacio del Voleibol, Santo Domingo Durata: 1h:55 - Spettatori: 750 | Rep. Dominicana | 1 - 3 | Canada      | 25-20, 23-25, 15-25, 16-25        |
| 7 settembre 2021 Palacio del Voleibol, Santo Domingo Durata: 1h:44 - Spettatori: 150 | Porto Rico      | 3 - 1 | Suriname    | 25-14, 21-25, 25-15, 25-10        |
| 7 settembre 2021 Palacio del Voleibol, Santo Domingo Durata: 2h:21 - Spettatori: 350 | Canada          | 2 - 3 | Stati Uniti | 25-21, 18-25, 29-31, 25-18, 13-15 |
| 7 settembre 2021 Palacio del Voleibol, Santo Domingo Durata: 2h:24 - Spettatori: 650 | Rep. Dominicana | 2 - 3 | Messico     | 18-25, 25-21, 25-19, 18-25, 13-15 |

### Classifica
| Pos | Squadra         | Pt | G | V | P | SV | SP | Ratio | PF  | PS  | Ratio |
| --- | --------------- | -- | - | - | - | -- | -- | ----- | --- | --- | ----- |
| 1   | Stati Uniti     | 20 | 5 | 4 | 1 | 14 | 5  | 2,800 | 439 | 381 | 1,152 |
| 2   | Canada          | 19 | 5 | 4 | 1 | 14 | 6  | 2,333 | 481 | 421 | 1,142 |
| 3   | Rep. Dominicana | 15 | 5 | 3 | 2 | 12 | 9  | 1,333 | 473 | 446 | 1,060 |
| 4   | Messico         | 14 | 5 | 3 | 2 | 10 | 8  | 1,250 | 413 | 372 | 1,110 |
| 5   | Porto Rico      | 6  | 5 | 1 | 4 | 5  | 13 | 0,384 | 412 | 429 | 0,960 |
| 6   | Suriname        | 1  | 5 | 0 | 5 | 1  | 15 | 0,066 | 232 | 401 | 0,578 |

### Fase finale
|  | Semifinali      | Semifinali      | Semifinali |         |        | Finale 1º/2º posto | Finale 1º/2º posto | Finale 1º/2º posto |  |
|  |                 |                 |            |         |        |                    |                    |                    |  |
|  | Canada          | Canada          | 3          |         |        |                    |                    |                    |  |
|  | Canada          | Canada          | 3          |         |        |                    |                    |                    |  |
|  | Rep. Dominicana | Rep. Dominicana | 0          |         |        |                    |                    |                    |  |
|  | Rep. Dominicana | Rep. Dominicana | 0          |         | Canada | Canada             | 0                  |                    |  |
|  |                 |                 |            |         | Canada | Canada             | 0                  |                    |  |
|  |                 |                 | Messico    | Messico | 3      |                    |                    |                    |  |
|  | Stati Uniti     | Stati Uniti     | Messico    | Messico | 3      | 0                  |                    |                    |  |
|  | Stati Uniti     | Stati Uniti     |            |         |        | 0                  |                    |                    |  |
|  | Messico         | Messico         | 3          |         |        | Finale 3º/4º posto | Finale 3º/4º posto | Finale 3º/4º posto |  |
|  | Messico         | Messico         | 3          |         |        |                    |                    |                    |  |
|  |                 |                 |            |         |        |                    |                    |                    |  |
|  |                 |                 |            |         |        | Rep. Dominicana    | Rep. Dominicana    | 1                  |  |
|  |                 |                 |            |         |        | Rep. Dominicana    | Rep. Dominicana    | 1                  |  |
|  |                 |                 |            |         |        | Stati Uniti        | Stati Uniti        | 3                  |  |

#### Finale 5º posto
| 8 settembre 2021 Palacio del Voleibol, Santo Domingo Durata: 2h:00 - Spettatori: 150 | Porto Rico | 3 - 1 | Suriname | 25-16, 20-25, 28-26, 27-25 |

##### Semifinali
| 8 settembre 2021 Palacio del Voleibol, Santo Domingo Durata: 1h:30 - Spettatori: 550 | Canada      | 3 - 0 | Rep. Dominicana | 25-22, 25-22, 25-20 |
| 8 settembre 2021 Palacio del Voleibol, Santo Domingo Durata: 1h:43 - Spettatori: 200 | Stati Uniti | 0 - 3 | Messico         | 22-25, 27-29, 20-25 |

##### Finale 3º posto
| 9 settembre 2021 Palacio del Voleibol, Santo Domingo Durata: 1h:57 - Spettatori: 650 | Rep. Dominicana | 1 - 3 | Stati Uniti | 23-25, 25-19, 23-25, 15-25 |

##### Finale
| 9 settembre 2021 Palacio del Voleibol, Santo Domingo Durata: 1h:34 - Spettatori: 400 | Canada | 0 - 3 | Messico | 17-25, 24-26, 20-25 |

## Classifica finale
| Pos     | Squadra         | Rosa |
| ------- | --------------- | --- |
| Oro     | Messico         | Formazione: 2 Hernández, 3 Garay, 7 González, 8 Fuentes, 9 Téllez, 12 E. Mendoza, 13 Martínez, 14 Cruz, 15 Aranda, 16 Chávez, 17 Parra, 20 J. Mendoza, 23 López, 25 Olvera, CT: Azair |
| Argento | Canada          | Formazione: 2 Loewen, 3 Corneil, 4 Olfert, 5 Hofer, 6 Howe, 9 A. Elser, 11 J. Elser, 16 Schnitzer, 17 Remple, 19 Schriemer, 20 Epp, 21 Schmidt, CT: Josephson                         |
| Bronzo  | Stati Uniti     | Formazione: 2 Holdaway, 3 Kauling, 4 Gillis, 5 Pasteur, 8 Mitchem, 9 Lietzke, 11 Sani, 13 McHenry, 14 Champlin, 15 Wetter, 18 Sloane, 19 McCauley, 22 Palma, 24 Dagostino, CT: Read   |
| 4       | Rep. Dominicana | Formazione: 1 Tapia, 2 Reinoso, 3 Almonte, 4 Hernández, 5 Florián, 6 Méndez, 7 Turbides, 8 López, 9 Capellan, 11 de Jesús, 13 Mercedes, 14 Romero, 18 Paulino, 19 Cruz, CT: Mañón     |
| 5       | Porto Rico      | Formazione: 2 S. Negrón, 3 Hernández, 4 Pacheco, 6 Vázquez, 8 D. Negrón, 9 Molina, 11 Hoyos, 12 Elías, 14 Marín, 17 López, 18 Alomar, 24 Santiago, CT: Torres                         |
| 6       | Suriname        | Formazione: 1 Kasdi, 4 Asimia, 6 Pinas, 7 Sporkslede, 9 Breinburg, 10 Fraser, 11 Foe-A-Man, 14 Kruydenhof, 16 Dwarkasing, 17 Lo-Fo-Wong, CT: Sabbatini                                |

|  | Qualificata ai XIX Giochi panamericani |

## Premi individuali
| Premio                | Nome            | Squadra         |
| --------------------- | --------------- | --------------- |
| MVP                   | Diego González  | Messico         |
| Miglior realizzatore  | Henry Tapia     | Rep. Dominicana |
| Miglior servizio      | Henry Tapia     | Rep. Dominicana |
| Miglior difesa        | José Pacheco    | Porto Rico      |
| Miglior ricevitore    | Colton Loewen   | Canada          |
| Miglior palleggiatore | Derek Epp       | Canada          |
| Miglior opposto       | Henry Tapia     | Rep. Dominicana |
| Miglior schiacciatore | Brodie Hofer    | Canada          |
| Miglior schiacciatore | Jesse Elser     | Canada          |
| Miglior centrale      | Jackson Howe    | Canada          |
| Miglior centrale      | Merrick McHenry | Stati Uniti     |
| Miglior libero        | José Pacheco    | Porto Rico      |